# Tim Rose
Ne doit pas être confondu avec Timothy D. Rose.
Timothy Alan Patrick Rose (23 septembre 1940 - 24 septembre 2002) est un auteur-compositeur et interprète américain.

## Ses débuts
Tim Rose est né à Washington DC (États-Unis), et fut élevé par sa mère Mary (employée aux Army Corps of Engineers) ainsi que sa tante et sa grand-mère, à South Fairlington, dans la ville de Arlington, en Virginie. Il y rencontrera assez tôt Scott McKenzie, un habitant des environs. Rose apprend à jouer du banjo et de la guitare, et l'on sait qu'il a remporté un Premier Prix lors d’un concours scolaire, puis essuyé une défaite face à un joueur de tuba à l’université. Il se tourne un moment vers la fonction de prêtre, mais se voit éjecté du séminaire pour comportement inapproprié : « J’ai réalisé que je ne serais pas le Pape, et si l’on ne peut devenir le patron, pourquoi rentrer dans une  société ? ». En 1958, Tim termine le Gonzaga College Prep School, institution jésuite renommée à Washington D.C., puis rejoint la United States Air Force dans la Strategic Air Command, peu avant la guerre du Viêt Nam devient navigateur, cantonné au Kansas. Il rejoint la marine marchande à bord du S.S. Atlantic, et travaille dans une banque avant de rejoindre le monde de la musique. Son premier groupe s'appelle The Singing Strings, et l’on y retrouve Scott McKenzie, plus tard rejoint par John Phillips dans un groupe local, The Abstracts, qui devient The Smoothies, autrement connus sous le nom de The Journeymen. En 1962, après une restructuration, Tim rejoignit l’ex-Smoothie Michael Boran dans le duo Michael and Timothy. Jake Holmes, Rich Husson et Tim se sont ensuite rassemblés dans quelques formations : The Feldmans, puis Tim Rose and the Thorns. Plus tard, Tim fait la rencontre de la chanteuse Cass Elliot lors d’une fête à Georgetown (État de Washington D.C.), et avec l’arrivée de James Hendricks naît le groupe folk The Big Three, qui deviendra The Triumvirate. Ils dégotèrent quelques cachets dans le club folk Bitter End, bien connu du Greenwich Village de New-York). Pour Tim, Cass Elliot est la personne la plus talentueuse et la plus chouette jamais rencontrée. Bien des années plus tard, lorsque Tim était en quête d’un chanteur pour le produire, Elliot fut son modèle, et personne ne la remplaça jamais. Leur succès a grandi, par des représentations à l’écran entre autres, et débouche sur deux albums : The Big 3 en 1963 et The Big 3 Live at the Recording Studio en 1964. Parmi leurs chansons les plus connues, on retrouve le standard Grandfather’s Clock ainsi que la mélopée Come Away, Melinda (reprise d'une chanson contre les guerres). Rose et Elliot partageaient des vues musicales différentes, et le groupe s’est dissout, après 26 apparitions télévisées, dont The Tonight Show Starring Johnny Carson en 1962), Hootenanny en 1963 et The Danny Kaye Show la même année.

## Carrière Solo
Après l’aventure de Big Three, Rose envisage une carrière solo, ce qui fut chose faite en 1966. En novembre de cette année-là, on le voit lors de deux concerts au Fillmore Auditorium de San Francisco, avec Grateful Dead et Jefferson Airplane en tête d’affiche. CBS signe avec Tim un contrat pour plusieurs albums, et le premier, Tim Rose, sort en 1967, reprenant une version de Come Away Melinda ainsi que de Long Time Man (remaniement d’une chanson traditionnelle It makes a long time man feel bad). L’on remarquera aussi deux reprises dont il fit des standards : Hey Joe de Billy Roberts et Morning Dew de Bonnie Dobson. Les deux chansons devinrent des singles, puis des reprises par plusieurs artistes dont The Grateful Dead. Emmené dans un trio comprenant William Lewis Wexler aux claviers et à la flûte, Tim a donné des concerts au Basin Street West de San Francisco et Le Hibou de Ottawa. On lui connaît aussi quelques sessions d’enregistrement avec Eric Weissberg. L’album connut un succès mitigé, et ne fit pas connaître Rose davantage ; celui-ci déclarera plus tard que le mélange de blues, folk et rock avait rendu la promotion impossible.

## Les reprises controversées
En 1966, il fut très largement passé sur les ondes avec le single Hey Joe. Les origines de la chanson sont controversées, à l’instar du Comme d’habitude/My way et de Morning Dew, plus tard, en Europe. En 1997, invité lors de l'émission Later... with Jools Holland, Tim affirme qu’il avait entendu la chanson Hey Joe dans son enfance, vers l'âge de trois ans, en Floride, chantée par une enfant en Floride – par ailleurs le site officiel de Tim Rose déclare les droits en tant que chanson traditionnelle. Bien avant la version de Tim, plusieurs groupes ont chanté la chanson : The Leaves, The Surfaris et les Byrds avaient enregistré leur version. La version de Tim (qui se réclame auteur) connut un succès régional dans les environs de San Francisco en 1966, et tenait plutôt de la ballade rageuse et lente ; aussi fut-elle largement passée sur les ondes de radios américaines. Jimi Hendrix, qui avait en ces temps-là assisté à une représentation de Tim au Café Wha? de New York, s’en est largement inspiré pour sa version, un hit énorme de 1967, premièrement en Angleterre, puis dans le monde entier. Tim a toujours regretté voir les gains engrangés par la version Hendrix, sans en avoir retiré assez de gains, royalties ou autres (anecdote révélée à l’Angleterre par le DJ pirate Simon Dee). Morning Dew était perçu comme un standard ; c’est lorsque Tim entendit la version de Fred Neil qu'il arrangea la chanson à sa manière, en y ajoutant un couplet, réclamant une nouvelle fois des droits d’auteur pour son arrangement, parvenant cette fois-ci à quelques royalties.
Un autre album chez CBS, Through Rose Colored Glasses, suivit en 1969, avec une nouvelle déception critique à la clé, et des ventes à la mesure de cette déception. Love: A Kind of Hate Story fut enregistré en 1969 aux studios Island et sortit en 1970. Puis Tim partit pour Londres où il passa la plus grande partie de son temps. D’autres albums succédèrent dans la même décennie : Tim Rose (1974), The Musician (1975), Unfinished Song (1976). Au début des années 1960, Columbia Records ont préféré Bob Dylan à Tim Rose, et bien qu'il ait mené la scène pendant la période des singer/songwriters de Greenwich Village, c’est Bob Dylan qui obtint le contrat. On propose alors à Tim d’enregistrer la chanson Don't Think Twice It's Alright ; il refuse. En 1968, il est pressenti pour remplacer Brian Jones dans les The Rolling Stones, la chanson Roanoke passe sur les ondes d’Angleterre, et Tim se décide à entamer une carrière solo.

## Les années perdues
À la fin des années 1970, sa carrière ne ressemble plus à rien. Il enregistre The Gambler en 1977, accompagné d’un groupe qui comprenait le guitariste Andy Summers, mais le label refuse de le sortir. Il est alors retourné à New York pendant un certain nombre d’années, où il vécut dans Hell's Kitchen sur la Restaurant Row, et bien plus tard encore il habita le Lincoln Square, près de Central Park. Comme il avait perdu tout contact avec l’industrie du disque, il se vit contraint à travailler comme ouvrier de chantier, jusqu’à ce que se représente une occasion de chanter des jingles pour la télévision (des publicités au début des années 1980). Rose a chanté beaucoup de jingles, tel que Big Red Gum, Wrangler Jeans, et a ensuite prêté sa voix au Big Apple Circus. Il reprit des études, et obtint ses diplômes en Histoire en 1984, à la Fordham University du Lincoln Center de Manhattan. Il devint agent de change dans la Wall Street, fut professeur, se maria, puis divorça. Après le crash de 1987, il s’est retiré des affaires, continuant tout de même à écrire et se produire lors de venues sélectionnées, notamment au Bitter End, un bar à concert célèbre auprès des gens de Greenwich Village et s’est battu pour vaincre l’alcoolisme dans ce qui furent les pires moments de sa vie.

## Le Retour
Pendant la seconde moitié des années 1980, Rose en était au plus bas point de sa carrière. Après son divorce, il a arrêté de boire. C’est en 1986 que Nick Cave fit une reprise de sa version de Long Time Man. D’après Tim, à l’époque, Nick Cave avait l’impression que Tim Rose était décédé depuis quelques années. Quoi qu’il en soit, il aida Tim à regagner les planches, et il réenregistra pour l'occasion Hey Joe dans les années ‘1990, renommé "Blue Steel .44" avec à nouveau une réclamation de droits d’auteur. À partir de 1991, les choses semblent commencer à s’éclaircir : The Gambler est finalement sur le marché. En 1996, encouragé par Nick Cave et les cinéastes néerlandais, Suzan Ijermanns et Jacques Laureys, il fait son retour en Europe et se représente au Half Moon, à Putney. Tim a chanté au Guildford Festival, et au Glastonbury Festival. Il a chanté en compagnie de Nick Cave au Royal Albert Hall, ainsi qu'au Queen Elizabeth Hall de Londres. Un nouvel album, Haunted, sortit, reprenant quelques enregistrements issus de ces concerts. Il fit également une apparition au show de la BBC Later on with Jools Holland avec le groupe de Robert Plant, The Priory of Brion.
Le nouveau siècle s’annonçait sous de meilleurs auspices. Une tournée intensive de concerts au Royaume-Uni. En avril 2001 le groupe de Tim Rose assura l’ouverture du festival Blues and Jazz à Bergen en  Norvège. La première du film de Jacques Laurey sur la vie de Tim Where Was I? eut lieu lors du Rotterdam Film Festival cette année-là. Son dernier album, American Son, sortit en février 2002 avec un succès mitigé : quelques bonnes critiques, mais pas beaucoup de ventes.
L’album Not goin’ anywhere des Norvégiens du groupe Headwaiter reprend quatre chansons dont les paroles sont écrites par Tim Rose, et l’on notera le duo avec le chanteur Per Jorgenson, paru en Norvège en septembre 2002.
C’est en 2002 que Tim Rose a terminé une tournée couronnée de succès, en Irlande ainsi que quelques représentations un peu partout au Royaume-Uni. Il mourut d’une crise cardiaque, peu après une opération d’un cancer du colon en Septembre 2002. L’on peut voir sa tombe au cimetière de Brompton de Londres. Il est mort sans descendance, et un certain nombre de ses enregistrements est paru après sa mort.
Dans les années 1960 et 1970, Tim a travaillé avec différentes personnalités, telles que Bob Bowers, John Bonham, Aynsley Dunbar, Andy Summers, partagea l’affiche avec le groupe Traffic, Stevie Wonder, Simon and Garfunkel, le groupe The Doors, Uriah Heep, Johnny Mathis, Frank Zappa, Jimi Hendrix, Jeff Beck, Rod Stewart, le groupe Procol Harum, le groupe The Grateful Dead, Jimmy Page, Robert Plant, Tim Hardin et Nick Cave, entre autres.

## Discographie

### Albums
- The Big Three, 1963
- The Big Three Live at the Recording Studio, 1964
- Tim Rose, 1967
- Through Rose Colored Glasses, 1969
- Love - A Kind of Hate Story, 1970
- Tim Rose, 1974
- The Musician, 1975
- Unfinished Song, 1976
- The Gambler, 1977 / 1991
- I've Got To Get A Message To You, 1987
- Haunted, 1997
- American Son, 2002
- Not goin' anywhere, 2002 [Headwaiter]
- Snowed In, 2003
- The London Sessions 1978 - 1998, 2004
- Mirage, 2004

### Singles
- 1966 - I'm Bringing it Home / Mother, Father, Where are You?
- 1966 - Hey Joe / King Lonely the Blue
- 1966 - I Gotta do Things My Way / Where Was I?
- 1967 - I'm Gonna Be Strong / I Got a Loneliness
- 1967 - Morning Dew / You're Slipping Away from Me
- 1967 - Long Time Man / I Got a Loneliness
- 1967 - Come Away Melinda / unknown
- 1968 - Long Haired Boy / Looking at a Baby
- 1968 - I Guess it's Over / Hello Sunshine
- 1969 - Roanoke / Baby Do You Turn Me On
- 1970 - I Gotta Get a Message to You / Ode to an Old Ball
- 1972 - You've Got to Hide Your Love Away / If I Were a Carpenter
- 1973 - You've Got to Hide Your Love Away / It Takes a Little Longer
- 1975 - The Musician / 7:30 Song
- 1975 - The Musician / It's Not My Life That's Been Changin'
- 1975 - Morning Dew / 7:30 Song
- 1979 - Tim est disponible en duo sur le single Boys On The Dole des punks Neville Wanker and the Punters.